# Savino Bernardo Maria Cazzaro Bertollo
Savino Bernardo Maria Cazzaro Bertollo OSM (* 28. November 1924 in Abbazia Pisani, Villa del Conte, Provinz Padua; † 13. August 2017 in Vicenza) war ein italienischer Ordensgeistlicher und römisch-katholischer Erzbischof von Puerto Montt in Chile.

## Leben
Savino Bernardo Maria Cazzaro Bertollo trat der Ordensgemeinschaft der Serviten bei und empfing am 16. April 1949 die Priesterweihe.
Papst Paul VI. ernannte ihn am 10. Dezember 1963 zum Titularbischof von Pyrgos und Apostolischen Vikar von Aysén. Der Kardinalpräfekt der Congregatio de Propaganda Fide, Grégoire-Pierre Agagianian spendete ihm am 13. Februar des nächsten Jahres die Bischofsweihe. Mitkonsekratoren waren Carlo Zinato, Bischof von Vicenza, und Antonio Mistrorigo, Bischof von Treviso. Die Amtseinführung fand am 12. April 1964 statt.
Er nahm an den letzten beiden Sitzungsperioden des Zweiten Vatikanischen Konzils als Konzilsvater teil.
Am 8. Februar 1988 wurde er von Papst Johannes Paul II. zum Erzbischof von Puerto Montt ernannt. Die Amtseinführung fand am 10. April desselben Jahres statt. Am 27. Februar 2001 nahm Johannes Paul II. sein altersbedingtes Rücktrittsgesuch an.

## Einzelnachweis
1. ↑  Eintrag zu Savino Bernardo Maria Cazzaro Bertollo, O.S.M.Savino Bernardo Maria Cazzaro Bertollo auf gcatholic.org (englisch)
En Italia falleció Mons. Bernardo Cazzaro. (Memento des Originals vom 16. August 2017 im Internet Archive)  Info: Der Archivlink wurde automatisch eingesetzt und noch nicht geprüft. Bitte prüfe Original- und Archivlink gemäß Anleitung und entferne dann diesen Hinweis. Website der Erzdiözese Puerto Montt, 13. August 2017, abgerufen am 16. August 2017 (spanisch).

| Vorgänger                             | Amt                                     | Nachfolger                     |
| ------------------------------------- | --------------------------------------- | ------------------------------ |
| Cesar Gerardo Maria Vielmo Guerra OSM | Apostolischer Vikar von Aysén 1963–1988 | Aldo Maria Lazzarín Stella OSM |
| Eladio Vicuña Aránguiz                | Erzbischof von Puerto Montt 1988–2001   | Cristián Caro Cordero          |

| Personendaten    | Personendaten                                                                              |
| ---------------- | ------------------------------------------------------------------------------------------ |
| NAME             | Cazzaro Bertollo, Savino Bernardo Maria                                                    |
| KURZBESCHREIBUNG | italienischer Ordensgeistlicher, römisch-katholischer Erzbischof von Puerto Montt in Chile |
| GEBURTSDATUM     | 28. November 1924                                                                          |
| GEBURTSORT       | Abbazia Pisani                                                                             |
| STERBEDATUM      | 13. August 2017                                                                            |
| STERBEORT        | Vicenza                                                                                    |